# 화학자

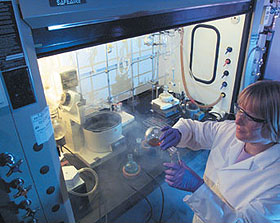

화학자(化學者)는 화학을 연구하는 과학자이다. 직업으로서는 연구소의 연구원, 대학의 교수, 강사 등이 전형적이며, 화학자가 되기 위해서는 보통 대학교에서 화학을 전공하여야 하나, 현대 화학의 전문성 때문에 대개는 대학원 이상의 공부가 필요하다.

## 화학의 역사
화학의 뿌리는 불에 타는 현상으로 거슬러 올라간다. 한 물질을 다른 것으로 바꾸는 불은 신비스러운 힘으로 여겨졌고 인류의 주된 관심사였다. 금속과 유리의 발견을 이끈 것은 불이었다. 이후에 금이 발견되었고 귀한 금속이 되자 많은 사람들은 다른 물질을 금으로 바꾸는 방법을 찾는 것에 관심을 두었다. 이것이 연금술이라 불리는 근대 과학 이전 단계의 과학이다. 화학자에 해당하는 단어 "Chemist"는 근대 라틴어 명사인 "alchimista"의 축약형인 "chimista"에서 유래되었다. 연금술사들은 근대 화학의 발전을 이끈 대부분의 화학적 과정(작용) 발견하였다. 오늘날 우리가 알다시피 근대 화학은 1783년 앙투안 라부아지에의 질량 보존의 법칙으로부터 발명되었다. 화학 원소들의 발견은 드미트리 멘델레예프의 주기율표를 완성하는데 오랜 역사를 가지고 있다.

## 관련 학과
- 화학과
- 화학공학과

## 같이 보기
- 화학
- 노벨 화학상